# Премія «Роберт» за найкращий іноземний фільм
Премія «Роберт» за найкращий іноземний фільм (дан. Årets udenlanske film) нагорода, яка була представлена Данською кіноакадемією на щорічній церемонії вручення премії «Роберт» між 1984 і 1996 роками, крім 1988 і 1989 років.
Нагорода була попередником премій «Роберт» за найкращий не-американський фільм (з 1997) та найкращий американський фільм (з 1999).

## Honorees

### 1980-і
| Рік  | Назва українською | Оригінальна назва | Режисер         | Країна              |
| ---- | ----------------- | ----------------- | --------------- | ------------------- |
| 1984 | Вибір Софії       | Sophie's Choice   | Алан Пакула     | США Велика Британія |
| 1985 | Амадей            | Amadeus           | Мілош Форман    | США                 |
| 1986 | Брехня як вода    | Falsk som vatten  | Ганс Альфредсон | Швеція              |
| 1987 | Моє собаче життя  | Mitt liv som hund | Лассе Халстрьом | Швеція              |
| 1988 | не вручалася      | не вручалася      | не вручалася    | не вручалася        |
| 1989 | не вручалася      | не вручалася      | не вручалася    | не вручалася        |

### 1990-і
| Рік  | Назва українською           | Оригінальна назва       | Режисер              | Країна                          |
| ---- | --------------------------- | ----------------------- | -------------------- | ------------------------------- |
| 1990 | Короткий фільм про вбивство | Krótki film o zabijaniu | Кшиштоф Кесльовський | Польща                          |
| 1991 | Новий кінотеатр «Парадізо»  | Nuovo Cinema Paradiso   | Джузеппе Торнаторе   | Італія Франція                  |
| 1992 | Той, що танцює з вовками    | Dances with Wolves      | Кевін Костнер        | США                             |
| 1993 | Тільки в танцювальній залі  | Strictly Ballroom       | Баз Лурманн          | Австралія                       |
| 1994 | Фортепіано                  | The Piano               | Джейн Кемпіон        | Нова Зеландія Австралія Франція |
| 1995 | Решта дня                   | Remains of the Day      | Джеймс Айворі        | Велика Британія США             |
| 1996 | Дим                         | Smoke                   | Вейн Ван             | США                             |